# عادل شهاب
عادل شهاب (ولد في 1903) هو عسكري لبناني، والقائد الثالث للجيش اللبناني بين 1 شباط 1959 و30 حزيران 1965.

## النشأة
ولد أمين العرم في قرية الحدث قضاء بعبدا، عام 1904.
في 1923، تطوع في الفيلق الثاني للمشاة السوي كتلميذ مترجم، وإلتحق بالكلية الحربية ورقّي بعد ثلاث سنوات إلى رتبة ملازم.

## السيرة العسكرية
في 1926، ألحق في مصلحة الإستخبارات لجيوش الشرق، وصار ملازم أول في 1929. في الثلاثة عشر سنة اللاحقة، تنقّل عادل شهاب بين فوج الشرق الأول الخامس والسادس، بالإضافة إلى فوج القناصة الأول والثاني والثالث، وأنهى دورة دراسية في فرنسا عام 1931. في حزيران 1939، رقّي لرتبة نقيب.
عام 1941، إنضم شهاب إلى فصيل الممرضين في مستشفى موريس روتيه العسكري، وعيّن قائدًا له بعد سنة واحدة. في 1945، قام بدورة تعلّم المخابرات وتولّى قيادة فوج القناصة الأولى، ثم منطقة لبنان الجنوبي لمدّة أربع سنوات، ومنطقة لبنان الشمالي عام 1952، قبل أن يقضي سبع سنوات في قيادة منطقة البقاع. خلال هذه الفترة، ترقّى لرتبة مقدم، عقيد، عميد وعميد أول.
في 1 شباط 1959، أصبح عادل شهاب القائد الثالث للجيش اللبناني، خلفًا للواء توفيق سالم، حيث رقّي لرتبة لواء واستمر في هذا المنصب حتى تقاعده في 1965. خلال فترة قيادته للجيش، إستلم وزارة الدفاع الوطني إحدى عشر يومًا مع نهاية حكومة أحمد الداعوق.

## الحياة الشخصية
عادل شهاب كان متزوجًا ولديه ولدين. إلى جانب اللغة العربية، يتحدث الفرنسية.